# Will Smith
Willard Carroll „Will” Smith, Jr. (Philadelphia, Pennsylvania, 1968. szeptember 25. –) Oscar- és Golden Globe-díjas amerikai színész, többszörös Grammy-díjnyertes hiphopelőadó. Azon kevés ember egyike, akik az Egyesült Államok szórakoztatóiparának három jelentős ágában is sikert élveznek. A Newsweek a bolygó legbefolyásosabb színészének nevezte.
Filmjeivel rendre hatalmas sikert arat, a legismertebbek között találjuk A függetlenség napját, a Men in Black – Sötét zsarukat, a Legenda vagyokot. Kritikai elismerést Oscar- és Golden Globe-jelölés formájában az Ali és A boldogság nyomában hozott számára, melyekben valós személyt alakított.

## Élete

### Fiatalkora és tanulmányai
Smith Nyugat-Philadelphiában született és nevelkedett, Caroline (Bright), a Philadelphiai Iskolai Bizottság ügyintézője és idősebb Willard Carroll Smith, hűtési mérnök fiaként. Baptistaként nevelték. Tizenhárom éves volt, mikor szülei elváltak. Smith intelligens, megnyerő és diplomatikus viselkedésével nyerte el a „Prince”, vagyis „Herceg” becenevet az iskolában, amiből később a „Fresh Prince” lett. Középiskolai tanulmányait az Overbrook High Schoolban végezte. Még tizenéves korában kezdett el rappelni, majd Jeff Townesszal (más néven D.J. Jazzy Jeffel), akivel egy bulin találkozott, formálta meg a D.J. Jazzy Jeff & The Fresh Prince nevű formációt, amiben ő szolgáltatta a szöveget, Townes pedig a mixelést és a scratchinget – az 1980-as években és az 1990-es évek elején szép sikereket ért el a popot és hiphopot vegyítő duó.
Noha gyakran említik, hogy Smith visszautasított egy ösztöndíjat a Massachusetts Institute of Technologyra, a színész-zenész tagadta ezt egy Reader's Digest-interjúban, mondván, „Édesanyámnak, aki a Philadelphiai Iskolai Bizottságban dolgozott, volt egy barátja, aki a MIT felvételi intézője volt. Elég magas volt a felvételi pontom, nekik pedig fekete diákokra volt szükségük, úgyhogy lehet, hogy bekerültem volna. De nem akartam főiskolára menni.” Ezt erősítette meg a Wired magazin interjúja is, amiben Smith azt állítja, sosem jelentkezett az MIT-re.

### Karrierje

#### Színészként
1990-ben Smith leszerződött az NBC televíziós hálózattal egy, a személyére épülő sitcomra, a Kaliforniába jöttemre. A sorozat nagy sikerre talált, amivel megalapozta sztárja színészi karrierjét. Már a műsor futása alatt feltűnt néhány filmben, de az igazi áttörést az 1995-ös Bad Boys – Mire jók a rosszfiúk? hozta meg számára, amiben Martin Lawrence-szel nagydumás miami rendőrpárost alakítottak. Miután a Kaliforniába jöttem véget ért 1996-ban, Smith szóló zenei karrierbe kezdett, miközben a filmezést is folytatta. Következő munkái rendkívüli sikernek bizonyultak: A függetlenség napja, melyben a katonaság családja és hivatása felé is elkötelezett, szarkasztikus pilótáját alakította, az 1996-os év legtöbb pénzt hozó mozijává vált világszerte, míg az egy évvel későbbi Men in Black – Sötét zsaruk szintén az esztendő egyik kasszasikere lett, emellett Golden Globe-díjra is jelölték a legjobb film (musical/vígjáték) kategóriában. Az egy képregény alapján készült sci-fi vígjátékban Smith Tommy Lee Jones partnerének szerepében volt látható; két, titkos ügynökségnek dolgozó, fekete ruhás férfit játszottak, akik a Földre érkező űrlényeket ellenőrzik. E két nyári produkció megalapozta Smith nevét mint anyagi szempontból biztos befektetést, aki nagy arányban képes megmozgatni a nézőket életkortól, rassztól és nemtől függetlenül.
Smith visszautasította Neo szerepét a Mátrixban, hogy elkészíthesse a Wild Wild West – Vadiúj vadnyugatot. Az előbbi film világsikert ért el, hatalmas rajongótáborra tett szert, míg az utóbbi leszerepelt a jegypénztáraknál és Arany Málna díjhoz juttatta főszereplőjét. Smith úgy nyilatkozott, utólag nagy ballépésnek tartja döntését, azonban Keanu Reevest nézve a Mátrixban úgy érzi, akkoriban nem ő lett volna a megfelelő színész a szerepre. A 2000-es évek első felében azonban már olyan sikeres címek követik egymást filmográfiájában, mint a Men in Black – Sötét zsaruk 2. és a Bad Boys 2. – Már megint a rosszfiúk, korábbi sikereinek folytatásai, illetve az Isaac Asimov művei nyomán készült Én, a robot és 2005 Valentin napján bemutatott romantikus vígjáték, A randiguru. 2007-ben újfent az akció és sci-fi keverékét kínálta a nézőknek a Richard Matheson tudományos-fantasztikus regénye alapján forgatott Legenda vagyokban. A decemberben mozikba került produkció új csúcsokat állított fel az afro-amerikai sztár karrierjében. 2008-ban Smith két produkcióval jelentkezett: a Hancock a nyári szezon egyik legsikeresebb filmje lett, míg az év végén bemutatott, drámai hangvételű Hét élet egy hosszú szériát szakított meg azzal, hogy nem érte el Észak-Amerikában a 100 millió dolláros bevételi határt, s a kritikusok körében is elutasításra talált.
Smith-t kétszer jelölték Oscar-díjra, mindkét esetben egy valós személy megformálásáért: a 2001-es Aliban a bokszoló Cassius Clayt, vagyis Muhammad Alit játszotta, öt évvel később pedig a nincstelenből sikeres brókerré váló Chris Gardnert A boldogság nyomában című filmdrámában. Utóbbi alkotás anyagilag is kimagasló eredményeket ért el.
A színész feleségével, Jada Pinkett Smith-szel együtt alkotója az All of Us című vígjátéksorozatnak, amit saját életük ihletett. A széria 2003-ban debütált a UPN-en, s három évadon át volt látható ott, majd átkerült a The CW-re 2006 októberében, mígnem a csatorna 2007 májusában törölte.
2022-ben a Richard király című filmben nyújtott alakításáért megkapta a legjobb férfi főszereplőnek járó Golden Globe-díját.

#### Zenei előadóként
Smith 1985-ben, a DJ Jazzy Jeff & The Fresh Prince MC-jeként kezdte zenei pályáját gyermekkori barátjával, Jeffrey „DJ Jazzy Jeff” Townesszal, akikhez később csatlakozott Ready Rock C, polgári nevén Clarence Holmes is. Hármasuk humoros, rádióbarát számokat adott elő, köztük a „Parents Just Don't Understand” és a „Summertime” címűeket. Kritikai elismerésképpen, 1988-ban ők voltak az első győztesek a Grammy-díj rap kategóriájában. A formáció öt nagylemezt követően, 1994-ben fejezte be működését. Az 1990-es évek második felében Smith zsinórban jelentetett meg sikeres kislemezeket, gyakran a legújabb filmjének bemutatójához időzítve. Ezek közül kiemelkedik a „Men in Black”, a „Gettin' Jiggy wit It” és a „Just the Two of Us” cover-verziója, amely a kisfiának címzett szeretetteljes üzenet. Első két szólókiadványa többszörös platinalemez lett, míg a Columbia Records által gondozott harmadik kereskedelmileg csalódást okozott az előzőekhez mérten, s egy gyors, szinte hírverés nélkül piacra dobott Greatest Hits-korongot követően a kiadó felbontotta vele a szerződést. Ezt követően az Interscope Recordsszal állapodott meg, s 2005-ben elkészült az újfent szép sikereket elért Lost & Found. Az album eladását a „Switch” című sláger jóformán egymaga segítette, amely szám az általánosnál szélesebb közönséget ért el, a korábbi Summertime mintájára. A kislemez hónapokig szerepelt a listákon, s visszaemelte Smith-t a hiphop élvonalába.

#### Slapgate
A 2022-es Oscar-gálán Will Smith felpofozta Chris Rock komikust, miután az elsütött egy viccet Smith feleségéről. Az esemény nagy botrányt kavart, a cancel culture eredményeként Smith karrierje pedig megsínylette a dolgot: több filmjét, sorozatát és tévéműsorát törölték vagy elhalasztották.

### Magánélete és médiaszereplése

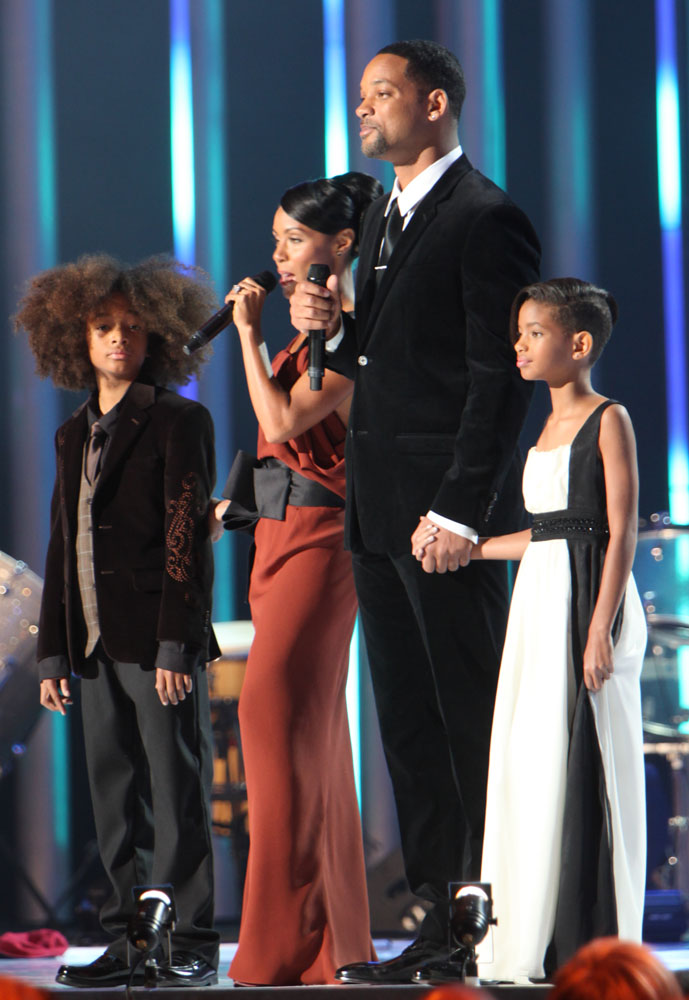
Will Smith családjával

Smith első felesége Sheree Zampino volt, 1992 és 1995 között. Egy fiuk született, Willard Carroll Smith III, akit Treynek is hívnak, és aki feltűnt apja egyik videóklipjében, a Just the Two of Usban. Smith 1997-ben vette el Jada Pinkett színésznőt, aki attól fogva férje nevét is viseli hivatásában. Két közös gyermekük van: Jaden Christopher Syre Smith 1998-ban született, Willow Camille Reign Smith pedig 2000-ben. Smith Jadennel A Föld után és A boldogság nyomábanban szerepelt együtt, míg lányával a Legenda vagyokban.
Smith és családja lakhellyel rendelkezik a miami Star Islanden, Los Angelesben, Stockholmban és Philadelphiában. Politikai nézete szerint liberális; 4600 dollárt adományozott a demokrata Barack Obama elnöki kampányához. Szabadidejében kedvét leli a sakkban, a bingóban és a rummoli nevű táblás kártyajátékban, emellett a videójátékokat is szereti. Fivérével, Harryvel tulajdonolja a Treyball Development Inc.-et, egy Beverly Hills-központú céget, amit a színész első fia után neveztek el.
Smith rendszerint szerepel a Fortune Magazine „Richest 40” („40 leggazdagabb”) listáján, ami a negyven leggazdagabb 40 év alatti amerikairól vet számot. 2005-ben Smith bekerült a Guinness Rekordok Könyvébe, amiért A randiguru három premierjén is részt vett 24 órán belül, Londonban, Manchesterben és Birminghamben. Július 2-án a Live 8 koncert philadelphiai színpadán a házigazda szerepét öltötte magára, majd fel is lépett DJ Jazzy Jeffel. Számos rendezvényen, műsorban lépett fel még az év folyamán, ahol a Switch-t adta elő, így az NBA döntőjében és több díjátadón. 2007. december 10-én a Grauman's Chinese Theater elismerését is megkapta. Smith számos rajongója és színésztársa, egyben barátja, Tom Cruise jelenlétében hagyta ott kézlenyomatát a Hollywood sugárúton.
Mivel bevallottan tanulmányozta a szcientológiát, számos alkalommal dicsérő szavakkal nyilatkozott róla, s ő és felesége közeli barátja az ismert szcientológus színész-házaspárnak, Tom Cruise-nak és Katie Holmes-nak, Smith-t magát is összefüggésbe hozták az irányzattal. A színész sosem erősítette meg vagy tagadta, hogy belépett volna a Szcientológia Egyházba, de úgy nyilatkozott, „Egyszerűen úgy gondolom, sok dolog briliáns és forradalmi és valláson kívül álló a szcientológiában”, illetve „Kilencvennyolc százalékban a szcientológiai alapelvek megegyeznek a Bibliáéval…Nem hiszem, hogy csak azért, mert valaki a 'thetan' szót használja a lélekre, a definíciója is más volna.” Miután 2004-ben Jada együtt szerepelt Cruise-zal a Collateralban, a pár 20 000 dollárt adományozott a scientológia HELP (Hollywood Education and Literacy Program) elnevezésű irodalmi kampányának, ami a szcientológia otthontanulási rendszerének alapja.

## Diszkográfia

### DJ Jazzy Jeff & The Fresh Prince
- 1987. Rock the House
- 1988. He's the DJ, I'm the Rapper
- 1989. And in this Corner…
- 1991. Homebase
- 1993. Code Red

### Szólóalbumok
- 1997. Big Willie Style
- 1999. Willennium
- 2002. Born to Reign
- 2005. Lost & Found
- 2016. TBA

## Filmográfia

### Film

#### Színész
| Év   | Magyar cím                           | Eredeti cím                       | Szerep                           | Magyar hang          | Rendező                           |
| ---- | ------------------------------------ | --------------------------------- | -------------------------------- | -------------------- | --------------------------------- |
| 1992 | Bárhol ér a reggel                   | Where the Day Takes You           | Manny                            |                      | Marc Rocco                        |
| 1993 | Made in America                      | Made in America                   | Tea Cake Walters                 | Zalán János          | Richard Benjamin                  |
| 1993 | 6szoros ölelés                       | Six Degrees of Separation         | Paul                             | Tokaji Csaba         | Fred Schepisi                     |
| 1993 | 6szoros ölelés                       | Six Degrees of Separation         | Paul                             | Czető Roland         | Fred Schepisi                     |
| 1995 | Bad Boys – Mire jók a rosszfiúk?     | Bad Boys                          | Mike Lowrey nyomozó              | Reisenbüchler Sándor | Michael Bay (1)                   |
| 1996 | A függetlenség napja                 | Independence Day                  | Steven Hiller százados           | Reisenbüchler Sándor | Roland Emmerich                   |
| 1997 | Men in Black – Sötét zsaruk          | Men in Black                      | James Darrell Edwards / J ügynök | Reisenbüchler Sándor | Barry Sonnenfeld (1)              |
| 1998 | A közellenség                        | Enemy of the State                | Robert Clayton Dean              | Epres Attila         | Tony Scott                        |
| 1998 | A közellenség                        | Enemy of the State                | Robert Clayton Dean              | Kálid Artúr          | Tony Scott                        |
| 1999 | Wild Wild West – Vadiúj vadnyugat    | Wild Wild West                    | James West kapitány              | Reisenbüchler Sándor | Barry Sonnenfeld (2)              |
| 2000 | Bagger Vance legendája               | The Legend of Bagger Vance        | Bagger Vance                     | László Zsolt         | Robert Redford                    |
| 2001 | Ali                                  | Ali                               | Cassius Clay / Muhammad Ali      | Csík Csaba Krisztián | Michael Mann                      |
| 2002 | Men in Black – Sötét zsaruk 2.       | Men in Black II                   | James Darrell Edwards / J ügynök | Reisenbüchler Sándor | Barry Sonnenfeld (3)              |
| 2003 | Bad Boys 2. – Már megint a rosszfiúk | Bad Boys II                       | Mike Lowrey nyomozó              | Kálid Artúr          | Michael Bay (2)                   |
| 2004 | Apja lánya                           | Jersey Girl                       | önmaga (cameo)                   | Gyurity István       | Kevin Smith                       |
| 2004 | Én, a robot                          | I, Robot                          | Del Spooner nyomozó              | Kálid Artúr          | Alex Proyas                       |
| 2004 | Cápamese                             | Shark Tale                        | Oscar (hangja)                   | Gáspár András        | Vicky Jenson                      |
| 2004 | Cápamese                             | Shark Tale                        | Oscar (hangja)                   | Gáspár András        | Bibo Bergeron                     |
| 2004 | Cápamese                             | Shark Tale                        | Oscar (hangja)                   | Gáspár András        | Rob Letterman                     |
| 2005 | A randiguru                          | Hitch                             | Alex „Hitch” Hitchens            | Kálid Artúr          | Andy Tennant                      |
| 2006 | A boldogság nyomában                 | The Pursuit of Happyness          | Chris Gardner                    | Kálid Artúr          | Gabriele Muccino (1)              |
| 2007 | Legenda vagyok                       | I Am Legend                       | Robert Neville                   | Kálid Artúr          | Francis Lawrence                  |
| 2008 | Hancock                              | Hancock                           | John Hancock                     | Kálid Artúr          | Peter Berg                        |
| 2008 | Hét élet                             | Seven Pounds                      | Tim Thomas                       | Kálid Artúr          | Gabriele Muccino (2)              |
| 2012 | Men in Black – Sötét zsaruk 3.       | Men in Black III                  | James Darrell Edwards / J ügynök | Kálid Artúr          | Barry Sonnenfeld (4)              |
| 2013 | A Föld után                          | After Earth                       | Cypher Raige                     | Kálid Artúr          | M. Night Shyamalan                |
| 2013 | Ron Burgundy: A legenda folytatódik  | Anchorman 2: The Legend Continues | ESPN riporter (cameo)            | Kálid Artúr          | Adam McKay                        |
| 2014 | Téli mese                            | Winter's Tale                     | Bíró / Lucifer (cameo)           | Kálid Artúr          | Akiva Goldsman                    |
| 2015 | Focus – A látszat csal               | Focus                             | Nicky Spurgeon                   | Kálid Artúr          | Glenn Ficarra                     |
| 2015 | Focus – A látszat csal               | Focus                             | Nicky Spurgeon                   | Kálid Artúr          | John Requa                        |
| 2015 | Sérülés                              | Concussion                        | Dr. Bennet Omalu                 | Kálid Artúr          | Peter Landesman                   |
| 2016 | Suicide Squad – Öngyilkos osztag     | Suicide Squad                     | Floyd Lawton / Deadshot          | Kálid Artúr          | David Ayer (1)                    |
| 2016 | Váratlan szépség                     | Collateral Beauty                 | Howard Inlet                     | Kálid Artúr          | David Frankel                     |
| 2017 |                                      | Bright                            | Daryl Ward                       |                      | David Ayer (2)                    |
| 2019 |                                      | Student of the Year 2             | önmaga (cameo)                   |                      | Punit Malhotra                    |
| 2019 | Aladdin                              | Aladdin                           | Dzsini                           | Kálid Artúr          | Guy Ritchie                       |
| 2019 |                                      | Dads                              | önmaga                           |                      | Bryce Dallas Howard               |
| 2019 | Gemini Man                           | Gemini Man                        | Henry Brogan / Junior            | Kálid Artúr          | Ang Lee                           |
| 2019 | Kémesítve                            | Spies in Disguise                 | Lance Sterling (hangja)          | Nagy Ervin           | Troy Quane                        |
| 2019 | Kémesítve                            | Spies in Disguise                 | Lance Sterling (hangja)          | Nagy Ervin           | Nick Bruno                        |
| 2020 | Bad Boys – Mindörökké rosszfiúk      | Bad Boys for Life                 | Mike Lowrey nyomozó              | Kálid Artúr          | Adil El Arbi és Bilall Fallah (1) |
| 2021 | Richard király                       | King Richard                      | Richard Williams                 | Kálid Artúr          | Reinaldo Marcus Green             |
| 2022 | Emancipáció                          | Emancipation                      | Peter                            |                      | Antoine Fuqua                     |
| 2024 | Bad Boys – Mindent vagy többet       | Bad Boys Ride or Die              | Mike Lowrey nyomozó              | Kálid Artúr          | Adil El Arbi és Bilall Fallah (2) |

#### Filmproducer
| Év   | Magyar cím                      | Eredeti cím              | Rendező                       | Megjegyzések                 |
| ---- | ------------------------------- | ------------------------ | ----------------------------- | ---------------------------- |
| 2002 | Showtime – Végtelen és képtelen | Showtime                 | Tom Dey                       | vezető producer              |
| 2003 | Rap-halál                       | Ride or Die              | Craig Ross, Jr.               | vezető producer              |
| 2004 | Én, a robot                     | I, Robot                 | Alex Proyas                   | vezető producer              |
| 2004 | Jó, rossz, meg ami közte van    | Saving Face              | Alice Wu                      | vezető producer              |
| 2005 | A randiguru                     | Hitch                    | Andy Tennant                  |                              |
| 2006 | Görkorin az életbe              | ATL                      | Chris Robinson                |                              |
| 2006 | A boldogság nyomában            | The Pursuit of Happyness | Gabriele Muccino (1)          |                              |
| 2008 | Hancock                         | Hancock                  | Peter Berg                    |                              |
| 2008 | Magánalku                       | The Human Contract       | Jada Pinkett Smith            | vezető producer              |
| 2008 | A méhek titkos élete            | The Secret Life of Bees  | Gina Prince-Bythewood         |                              |
| 2008 | Kínzó közelség                  | Lakeview Terrace         | Neil LaBute                   |                              |
| 2008 | Hét élet                        | Seven Pounds             | Gabriele Muccino (2)          |                              |
| 2010 | A karate kölyök                 | The Karate Kid           | Harald Zwart                  |                              |
| 2012 | Kémes hármas                    | This Means War           | McG                           |                              |
| 2013 | A Föld után                     | After Earth              | M. Night Shyamalan            | forgatókönyvíró (alapsztori) |
| 2014 | Annie                           | Annie                    | Will Gluck                    |                              |
| 2018 |                                 | Sprinter                 | Storm Saulter                 | vezető producer              |
| 2020 | Bad Boys – Mindörökké rosszfiúk | Bad Boys for Life        | Adil El Arbi és Bilall Fallah |                              |
| 2020 | Charm City királyai             | Twelve                   | Angel Manuel Soto             | vezető producer              |
| 2020 | Egy év az élet                  | Life in a Year           | Mitja Okorn                   | vezető producer              |
| 2021 | Richard király                  | King Richard             | Reinaldo Marcus Green         |                              |
| 2022 | Emancipáció                     | Emancipation             | Antoine Fuqua                 |                              |

### Televízió
| Év        | Cím                                               | Szerep         | Megjegyzések                                                                                                 |
| --------- | ------------------------------------------------- | -------------- | --- |
| 1990      | ABC Afterschool Special                           | Hawker (cameo) | 1 epizód |
| 1990      | The Earth Day Special                             | önmaga         | |
| 1990      | Rockin' Through the Decades                       | házigazda      | dokumentumfilm                                                                                               |
| 1990–1996 | Kaliforniába jöttem (The Fresh Prince of Bel-Air) | Will Smith     | - főszereplő - vezető producer (24 epizód) - forgatókönyvíró (1 epizód) - magyar hangja Reisenbüchler Sándor |
| 1992      | Blossom                                           | önmaga (cameo) | |
| 1992      | NBA All-Star Stay in School Jam                   | önmaga         | |
| 1997      | Happily Ever After: Fairy Tales for Every Child   | Pinocchio      | 1 epizód |
| 2003–2007 | All of Us                                         | Jonny          | - társalkotó és vezető producer - forgatókönyvíró (2 epizód) - rendező (1 epizód)                            |
| 2005      | BET Awards 2005                                   | házigazda      | |
| 2009      | Un-broke: What You Need To Know About Money       | önmaga         | |
| 2012      | 2012-es Nickelodeon Kids’ Choice Awards           | házigazda      | |
| 2013      | The Queen Latifah Show                            | nem szerepel   | producer |
| 2018      | One Strange Rock                                  | házigazda      | dokumentumsorozat                                                                                            |
| 2018–2024 | Cobra Kai                                         | nem szerepel   | vezető producer                                                                                              |
| 2019      | Will Smith's Bucket List                          | önmaga         | - dokumentumsorozat - vezető producer                                                                        |
| 2020      | Will Smith: Off the Deep End                      | önmaga         | dokumentumsorozat                                                                                            |
| 2021      | Amend: The Fight for America                      | házigazda      | dokumentumsorozat                                                                                            |

## Díjak és jelölések

### Oscar-díj
- 2002 jelölés: legjobb férfi főszereplő (Ali)
- 2007 jelölés: legjobb férfi főszereplő (A boldogság nyomában)
- 2022 díj: legjobb férfi főszereplő (Richard király)
- 2022 jelölés: legjobb film (Richard király)

### Golden Globe-díj
- 1993 jelölés: legjobb férfi főszereplő (komédia vagy musical tévésorozat) (Kaliforniába jöttem)
- 1994 jelölés: legjobb férfi főszereplő (komédia vagy musical tévésorozat) (Kaliforniába jöttem)
- 2002 jelölés: legjobb férfi főszereplő (Ali)
- 2007 jelölés: legjobb férfi főszereplő (A boldogság nyomában)
- 2016 jelölés: legjobb férfi főszereplő (Sérülés)
- 2022 díj: legjobb férfi főszereplő (Richard király)

### BAFTA-díj
- 2022 díj: legjobb férfi főszereplő (Richard király)

### Arany Málna díj
- 2000 díj: legrosszabb "eredeti" dal (Stevie Wonder és Kool Moe Dee-vel együtt) (Wild Wild West – Vadiúj vadnyugat)
- 2000 díj: legrosszabb filmes páros (Kevin Kline-nal együtt) (Wild Wild West – Vadiúj vadnyugat)
- 2014 díj: legrosszabb férfi mellékszereplő (A Föld után)
- 2014 díj: legrosszabb filmes páros (fiával, Jaden Smith-szel együtt) (A Föld után)
- 2014 jelölés: legrosszabb forgatókönyv (M. Night Shyamalan és Gary Whitta-val együtt) (A Föld után)
- 2016 jelölés: Arany Málna-megváltó díj (Sérülés)
- 2020 jelölés: Arany Málna-megváltó díj (Aladdin)
- 2022 díj: Arany Málna-megváltó díj, amiért eljutott a többszörös Razzie-nyertes alakításoktól az Oscar-esélyes Richard királyban nyújtott teljesítményig.

## Önéletrajzi műve magyarul
- Mark Manson–Will Smith: Will; ford. Illés Róbert; Libri, Budapest, 2022